# Federacja Skautingu Europejskiego
Federacja Skautingu Europejskiego (pełna nazwa: Międzynarodowy Związek Przewodniczek i Skautów Europy – Federacja Skautingu Europejskiego, Union Internationale des Guides et Scouts d′Europe – Fédération du Scoutisme Européen - UIGSE-FSE) – europejska federacja chrześcijańskich organizacji skautowych, założona przez jezuitę, o. Jakuba Sevina. Jest międzynarodowym stowarzyszeniem oficjalnie uznanym przez Stolicę Apostolską i zaopatrzonym od 12 marca 1980 w Statut członkowski przy Radzie Europy (jako organizacja pozarządowa).
Polskim członkiem jest Stowarzyszenie Harcerstwa Katolickiego "Zawisza" FSE.

## Organizacje członkowskie
| Kraj       | Organizacja | Rok założenia | Liczebność | Status              |
| ---------- | --- | ------------- | ---------- | ------------------- |
| Albania    | Udhëhequset dhe Skautistet e Europes | 1996          |            | kontakt             |
| Austria    | Katholische Pfadfinderschaft Europas - Österreich (KPE-Ö)                                                                                    | 1981          | 100        | pełnoprawny członek |
| Belgia     | Guides et Scouts d′Europe - Belgique (GSE-B) / Europascouts en Gidsen - België (ESG-B)                                                       | 1963          | 1200       | pełnoprawny członek |
| Białoruś   | Katalickija Skautki i Skauty FSE – Belarus                                                                                                   |               | 115        | obserwator          |
| Czechy     | Asociace skautek a skautů Evropy (ASSE) |               | 50         | kontakt             |
| Francja    | Association des Guides et Scouts d′Europe (AGSE)                                                                                             | 1958          | 30000      | pełnoprawny członek |
| Hiszpania  | Asociación de Guías y Scouts de Europa (AGSE)                                                                                                | 1978          | 500        | pełnoprawny członek |
| Kanada     | Association Evangelique du Scoutisme au Quebec (protestancka)                                                                                |               |            | kandydat            |
| Kanada     | Federation of North-American Explorers (katolicka)                                                                                           | 1999          | 110        | obserwator          |
| Litwa      | Lietuvos Nacionalinė Europos Skautų Asociacija (LNESA)                                                                                       | 1992          | 300        | kandydat            |
| Niemcy     | Evangelische Pfadfinderschaft Europas (EPE, protestancka)                                                                                    | 1977          | 300        | pełnoprawny członek |
| Niemcy     | Katholische Pfadfinderschaft Europas (KPE, katolicka)                                                                                        | 1976          | 2500       | pełnoprawny członek |
| Polska     | Stowarzyszenie Harcerstwa Katolickiego - "Zawisza" FSE (SHK Zawisza FSE)                                                                     | 1982/1990     | 7089       | pełnoprawny członek |
| Portugalia | Associação das Guias e Escuteiros da Europa - Portugal (AGEEP)                                                                               | 1979          | 200        | pełnoprawny członek |
| Rumunia    | Cercetașii Creștini Români din Federația Scoutismu-lui European (ACCR-FSE, katolicka i prawosławna)                                          | 1991          | 500        | pełnoprawny członek |
| Rosja      | ORIUR/Организации Российских Юных Разведчиков                                                                                                | 1990          | 2500       | obserwator          |
| Słowacja   | Združenie Katolíckych Vodkýň a Skautov Európy na Slovensku (ZKVSES)                                                                          | 2003          |            | obserwator          |
| Szwajcaria | Schweizerische Pfadfinderschaft Europas (SPE, niemiecki) Scoutisme Européen Suisse (SES, francuski) Scautismo Europeo Svizzero (SES, włoski) | 1977          | 250        | pełnoprawny członek |
| Ukraina    | Katolycke Skautstwo Jewropy/ Католицьке Скаутство Європи                                                                                     | 1997          |            | pełnoprawny członek |
| Węgry      | Magyarországi Európai Cserkészek (MECS) | 1990          | 200        | kandydat            |
| Włochy     | Associazione Italiana Guide e Scouts d'Europa Cattolici della FSE (AIGSEC-FSE)                                                               | 1976          | 20000      | pełnoprawny członek |